# واحد خاکدان
واحد خاکدان (متولد ۱۳۲۹ شمسی) نقاش هایپررئالیست ایرانی است.

## زندگی‌نامه
وی در سال ۱۳۵۰ تحصیلات خود در هنرستان هنرهای زیبای پسران را به اتمام رساند و وارد دانشکده هنرهای تزیینی در رشته معماری داخلی گردید و در سال ۱۳۵۵ از این دانشکده فارغ‌التحصیل گردید. او در اوایل دهه شصت شمسی به آلمان مهاجرت کرد. هم‌اکنون در ایران و آلمان زندگی و کار می‌کند. سبک کاری او به هایپررئالیسم گرایش دارد.
سوژه آثار این هنرمند لوازم و اشیا بسیار ساده و معمولی هستند که با پرداختی هنرمندانه، ارزشی مضاعف یافته و بر سطح بوم جاودانه شده‌اند. اما در این تابلوها قصد نقاش تنها بازسازی اشیا نیست بلکه نوع بازنمایی آن‌ها باعث ایجاد شخصیتی ویژه در عناصر شده‌است که مخاطب را به کشف حقیقت اشیا و عناصر موجود در زندگی افراد ترغیب می‌کند.

## نمایشگاه‌ها
اولین نمایشگاه انفرادی خاکدان در گالری سیحون در سال ۱۳۵۳ برگزارشد.
سری یک روز در بهشت، گالری ماه، تهران ۱۳۹۱
سری چمدان و فراموشی، گالری هما، تهران۱۳۸۸

## کتاب‌ها
مجموعه آثار نقاشی واحد خاکدان برای اولین بار در ایران در سال ۱۳۹۱ از طرف نشر پیکره منتشر گردید. مقدمه این کتاب به قلم داریوش کیارس، محمدابراهیم جعفری است و امیر فرهاد مدیریت هنری آن را بر عهده داشته‌است.